# شون موني
شون موني (بالإنجليزية: Sean Mooney)‏ هو معلق رياضي وصحفي أمريكي، ولد في 21 مايو 1959 في فينيكس في الولايات المتحدة.

## وصلات خارجية
- شون موني على موقع IMDb (الإنجليزية)